# Campionati europei di atletica leggera 2014 - Salto con l'asta maschile
Il concorso del salto con l'asta ai campionati europei di atletica leggera 2014 si è svolto tra il 14 e 16 agosto 2014.

## Medaglie
| Oro     | Renaud Lavillenie Francia   |
| Argento | Paweł Wojciechowski Polonia |
| Bronzo  | Jan Kudlička Rep. Ceca      |
| Bronzo  | Kévin Menaldo Francia       |

## Programma
| Data           | Ora   | Evento         |
| -------------- | ----- | -------------- |
| 14 agosto 2014 | 10:15 | Qualificazione |
| 16 agosto 2014 | 15:00 | Finale         |

## Risultati

### Qualificazione
Si qualificano alla finale gli atleti che raggiungono la misura di 5,65 m (Q) o che rientrano tra i 12 migliori (q).
| Class. | Gruppo | Atleta                 | Nazione       | 5,30 | 5,40 | 5,50 | 5,60 | Risultato | Note |
| ------ | ------ | ---------------------- | ------------- | ---- | ---- | ---- | ---- | --------- | ---- |
| 1      | A      | Renaud Lavillenie      | Francia       | –    | –    | –    | xo   | 5,60 m    | q    |
| 2      | B      | Jan Kudlička           | Rep. Ceca     | –    | o    | –    | xxo  | 5,60 m    | q    |
| 3      | B      | Steven Lewis           | Gran Bretagna | –    | o    | o    | –    | 5,50 m    | q    |
| 3      | B      | Kévin Menaldo          | Francia       | o    | –    | o    | –    | 5,50 m    | q    |
| 3      | B      | Ilya Mudrov            | Russia        | –    | –    | o    | –    | 5,50 m    | q    |
| 3      | B      | Robert Sobera          | Polonia       | o    | –    | o    | –    | 5,50 m    | q    |
| 7      | A      | Karsten Dilla          | Germania      | o    | xo   | o    | –    | 5,50 m    | q    |
| 7      | A      | Aleksandr Gripič       | Russia        | o    | xo   | o    | –    | 5,50 m    | q    |
| 9      | A      | Konstadínos Filippídis | Grecia        | xo   | xo   | o    | –    | 5,50 m    | q    |
| 10     | B      | Sergey Kucheryanu      | Russia        | xo   | –    | xo   | –    | 5,50 m    | q    |
| 11     | A      | Diogo Ferreira         | Portogallo    | xxo  | o    | xo   | –    | 5,50 m    | q    |
| 12     | B      | Piotr Lisek            | Polonia       | o    | –    | xxo  | –    | 5,50 m    | q    |
| 12     | A      | Paweł Wojciechowski    | Polonia       | o    | –    | xxo  | –    | 5,50 m    | q    |
| 14     | B      | Edi Maia               | Portogallo    | xo   | xo   | xxo  | –    | 5,50 m    | q    |
| 15     | B      | Marquis Richards       | Svizzera      | xo   | o    | xxx  |      | 5,40 m    |      |
| 16     | B      | Arnaud Art             | Belgio        | o    | –    | xxx  |      | 5,30 m    |      |
| 16     | B      | Igor Bychkov           | Spagna        | o    | –    | xxx  |      | 5,30 m    |      |
| 16     | B      | Dimitrios Patsoukakis  | Grecia        | o    | xxx  |      |      | 5,30 m    |      |
| 19     | A      | Melker Svärd-Jacobsson | Svezia        | xo   | xxx  |      |      | 5,30 m    |      |
| 20     | A      | Michal Balner          | Rep. Ceca     | xxo  | –    | xxx  |      | 5,30 m    |      |
| 20     | A      | Luke Cutts             | Gran Bretagna | xxo  | xxx  |      |      | 5,30 m    |      |
| -      | B      | Mareks Ārents          | Lettonia      | –    | x–   | r    |      | nm        |      |
| -      | A      | Giuseppe Gibilisco     | Italia        | –    | xxx  |      |      | nm        |      |
| -      | A      | Pauls Pujāts           | Lettonia      | xxx  |      |      |      | nm        |      |
| -      | A      | Dídac Salas            | Spagna        | xxx  |      |      |      | nm        |      |
| -      | A      | Tobias Scherbarth      | Germania      | –    | xxx  |      |      | nm        |      |
| -      | A      | Nikandros Stylianou    | Cipro         | xxx  |      |      |      | nm        |      |
| -      | B      | Alhaji Jeng            | Svezia        |      |      |      |      | dns       |      |
| -      | B      | Malte Mohr             | Germania      |      |      |      |      | dns       |      |

### Finale
| Class   | Atleta                 | Nazione       | 5,40 | 5,50 | 5,60 | 5,65 | 5,70 | 5,75 | 5,80 | 5,85 | 5,90 | 5,95 | 6,01 | Risultato | Note |
| ------- | ---------------------- | ------------- | ---- | ---- | ---- | ---- | ---- | ---- | ---- | ---- | ---- | ---- | ---- | --------- | ---- |
| Oro     | Renaud Lavillenie      | Francia       | –    | –    | –    | o    | –    | –    | o    | –    | xo   | –    | xxx  | 5,90 m    |      |
| Argento | Paweł Wojciechowski    | Polonia       | –    | o    | –    | o    | o    | xxx  |      |      |      |      |      | 5,70 m    |      |
| Bronzo  | Jan Kudlička           | Rep. Ceca     | –    | o    | xo   | –    | o    | xxx  |      |      |      |      |      | 5,70 m    |      |
| Bronzo  | Kévin Menaldo          | Francia       | o    | –    | xo   | o    | o    | xxx  |      |      |      |      |      | 5,70 m    |      |
| 5       | Aleksandr Gripič       | Russia        | xo   | o    | xxo  | o    | xxx  |      |      |      |      |      |      | 5,65 m    |      |
| 6       | Piotr Lisek            | Polonia       | o    | o    | xo   | xo   | x–   | xx   |      |      |      |      |      | 5,65 m    |      |
| 7       | Konstadínos Filippídis | Grecia        | o    | o    | o    | xxx  |      |      |      |      |      |      |      | 5,60 m    |      |
| 8       | Edi Maia               | Portogallo    | xo   | o    | xxo  | xxx  |      |      |      |      |      |      |      | 5,60 m    | =    |
| 9       | Karsten Dilla          | Germania      | o    | –    | xxx  |      |      |      |      |      |      |      |      | 5,40 m    |      |
| 9       | Sergey Kucheryanu      | Russia        | o    | –    | xx–  | x    |      |      |      |      |      |      |      | 5,40 m    |      |
| 11      | Steven Lewis           | Gran Bretagna | xxo  | –    | x–   | –    | x    |      |      |      |      |      |      | 5,40 m    |      |
|         | Diogo Ferreira         | Portogallo    | xxx  |      |      |      |      |      |      |      |      |      |      | nm        |      |
|         | Ilya Mudrov            | Russia        | –    | xxx  |      |      |      |      |      |      |      |      |      | nm        |      |
|         | Robert Sobera          | Polonia       | xxx  |      |      |      |      |      |      |      |      |      |      | nm        |      |